# Stazione di Villa Ballester
La stazione di Villa Ballester (Estación Villa Ballester in spagnolo) è una stazione ferroviaria della linea Mitre situata nell'omonima città della provincia di Buenos Aires.